# پارک ملی التوس د نسرک
پارک ملی التوس د نسرک (به لاتین: Altos de Nsork National Park) یک پارک ملی در گینه استوایی است.